# Суедзава Шьоджі
Суедза́ва Шьо́джі (яп. 末沢昌二, すえざわしょうじ, МФА: [sued͡zawa ɕoːd͡ʑi]; 1932, Каґошіма, Японська імперія) — японський дипломат. Надзвичайний і Повноважний Посол Японії.

## Біографія
Народився в 1932 році в префектурі Каґошіма. У 1956 закінчив Токійський університет.
З 1956 по 1979 — співробітник МЗС Японії в Токіо.
З 1979 по 1981 — регіональний координатор Відділу СРСР, країн Європи та Океанії МЗС Японії.
З 1981 по 1983 — радник посольства Японії в Софії (Болгарія).
З 1983 по 1986 — генеральний консул Японії в Находці (СРСР).
З 1986 по 1988 — регіональний координатор Відділу СРСР, країн Європи та Океанії МЗС Японії.
З 1988 по 1991 — генеральний консул Японії в Ленінграді (СРСР).
З 1991 по 1993 — Надзвичайний і Повноважний Посол Японії в Улан-Баторі (Монголія).
З 13 квітня 1993 року до 1 жовтня 1996 року — Надзвичайний і Повноважний Посол Японії в Україні. Перебував на посаді в Україні з 25 травня 1993 року до 9 листопада 1996 року.